# Индустријска зона (Кјети)
Индустријска зона је насеље у Италији у округу Кјети, региону Абруцо.
Према процени из 2011. у насељу је живело 65 становника. Насеље се налази на надморској висини од 59 м.